# Hadula lupa
Hadula lupa là một loài bướm đêm trong họ Noctuidae.